# No 14 (White and Greens in Blue)
No 14 (White and Greens in Blue) est un tableau réalisé par le peintre américain Mark Rothko en 1957. Cette huile sur toile est conservée dans une collection privée.

## Postérité
Le tableau fait partie des « 105 œuvres décisives de la peinture occidentale » constituant le musée imaginaire de Michel Butor.